# Olba und Diokaisareia
Koordinaten: 36° 35′ N, 33° 56′ O

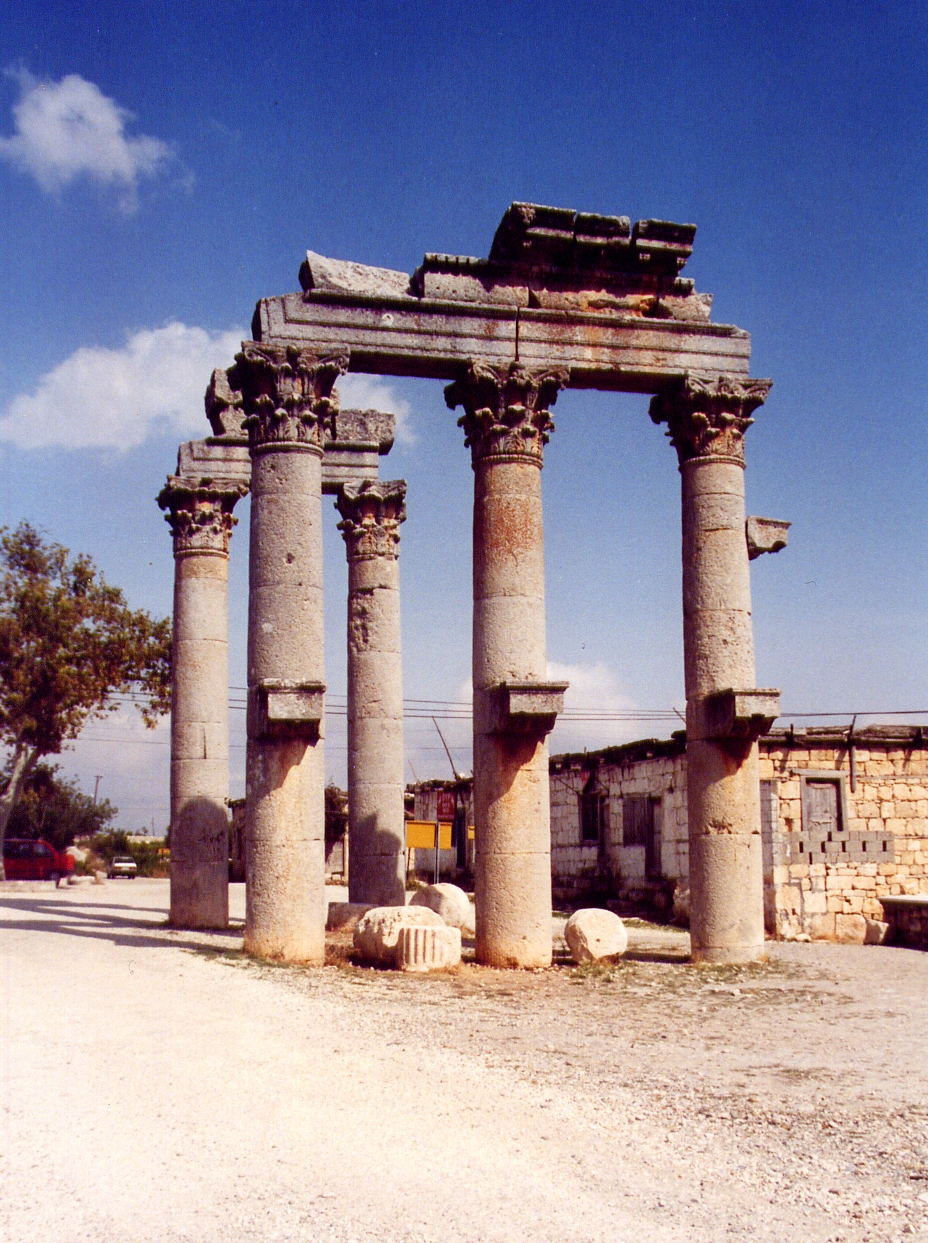
Prunktor

Olba (Ὄλβα, heute Ura) und Diokaisareia (Διοκαισάρεια, lateinisch Diocaesarea, heute Uzuncaburç) sind zwei zusammengehörige antike Städte in Kilikien, im Landkreis Silifke der Provinz Mersin in der heutigen Türkei. Die Städte liegen etwa 20 Kilometer Luftlinie nordwestlich von Korykos und 25 Kilometer nördlich von Seleukia auf einem über 1000 Meter hoch gelegenen Plateau. Laut Strabon (14, 5, 10) lag Olba in dem bergigen Land oberhalb von Kyinda und Soloi. Olba war Sitz einer Priesterdynastie, deren Heiligtum, der Tempel des Zeus Olbios etwa 4 km westlich lag. Um diesen Tempel entwickelte sich die Stadt Diokaisareia.
Zu Olba gehörte auch das etwa 30 km südöstliche liegende Kanytelleis.

## Geschichte

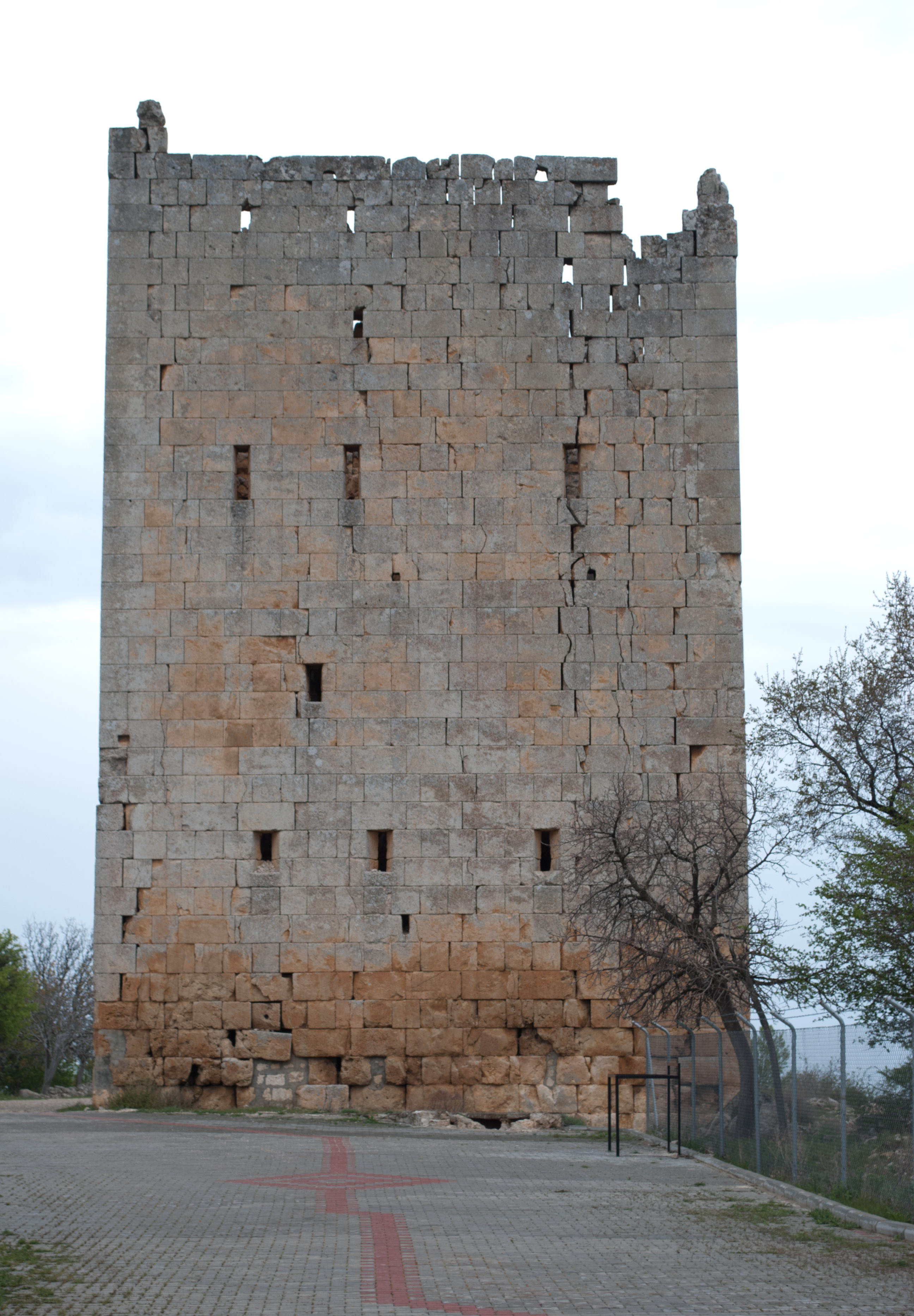
Hellenistischer Wehr- und Wohnturm

William Mitchell Ramsay setzt das hethitische  Ura mit Olba gleich. Diese Gleichsetzung wird heute allgemein angezweifelt, die Namensgleichheit mit dem heutigen Dorf Ura als Zufall angesehen.
Die Priester des Zeus Olbios herrschten über den Teil der Tracheiotis zwischen dem Kalykadnos (Güksu) im Westen und dem Lamos (Limonlu Çayı) im Osten, bis Zenophanes die Herrschaft erlangte. Von ihrer Herrschaft zeugen die in zahlreichen Orten der Region vorhandenen Olbischen Zeichen an Türmen und Gebäuden. Eine Nachfahrin aus dem Geschlecht namens Aba unterstützte laut Strabon Marcus Antonius und Kleopatra VII. und wurde deshalb von Augustus gestürzt, aber die Herrschaft über Olba blieb in ihrem Geschlecht. An der Stirnseite einer Wand des Zeustempels bei Korykion Antron findet sich eine Liste der Priesterherrscher, die von 3. bis zum späten 1. Jahrhundert v. Chr. reicht.
Etwa mit der Entstehung der römischen Provinz Cilicia im ersten nachchristlichen Jahrhundert verlor die Priesterdynastie an Macht. Spätestens um diese Zeit wurde um den Zeustempel die Stadt Diokaisareia gegründet, das Heiligtum des Zeus Olbios verlor die regionale Bedeutung und wurde zum Stadtheiligtum. Die heute sichtbaren Relikte von Diokaisareia stammen, bis auf den Tempel selbst, aus dieser Ausbauphase in der frühen Kaiserzeit. In der Spätantike verlor Olba gegenüber der neuen Stadt an Bedeutung, beide blieben aber bis ins 7./8. Jahrhundert Bischofssitze (Suffraganbistümer von Seleukia).

## Aufbau der Städte
Die  Stadt Olba liegt beim Dorf Ura. Dort sind neben einem Theater, einem Nymphäum und einem Aquädukt Reste der Stadtbefestigung und zahlreiche Felsengräber zu sehen.
Das Stadtgelände von Diokaisareia liegt etwa vier Kilometer westlich beim heutigen Ort Uzuncaburç. Man betritt das Grabungsgelände durch ein Prunktor, von dem noch fünf Säulen erhalten sind. Dahinter führt eine Kolonnadenstraße vorbei am Zeus-Olbios-Tempel zum Tempel der Tyche. Von diesem sind ebenfalls noch fünf Granitsäulen mit korinthischen Kapitellen vorhanden, die durch mächtige Architrave mit Weiheinschriften verbunden sind. Im Nordwesten führt ein dreibogiges Tor aus römischer Zeit aus der Stadt hinaus. Ein weiteres Teil der Stadtbefestigung ist der namensgebende Uzuncaburç (türkisch langer Turm), ein fünfstöckiger, über zwanzig Meter hoher Wachturm in der nördlichen Stadtmauer, der schon auf antiken Münzen von Olba zu sehen war. An der rechten oberen Ecke von dessen Südwestfassade befindet sich als Olbisches Zeichen eine Dioskurenkappe.
Um Diokaisareia verteilt liegen mehrere, teilweise sehr umfangreiche Nekropolen.

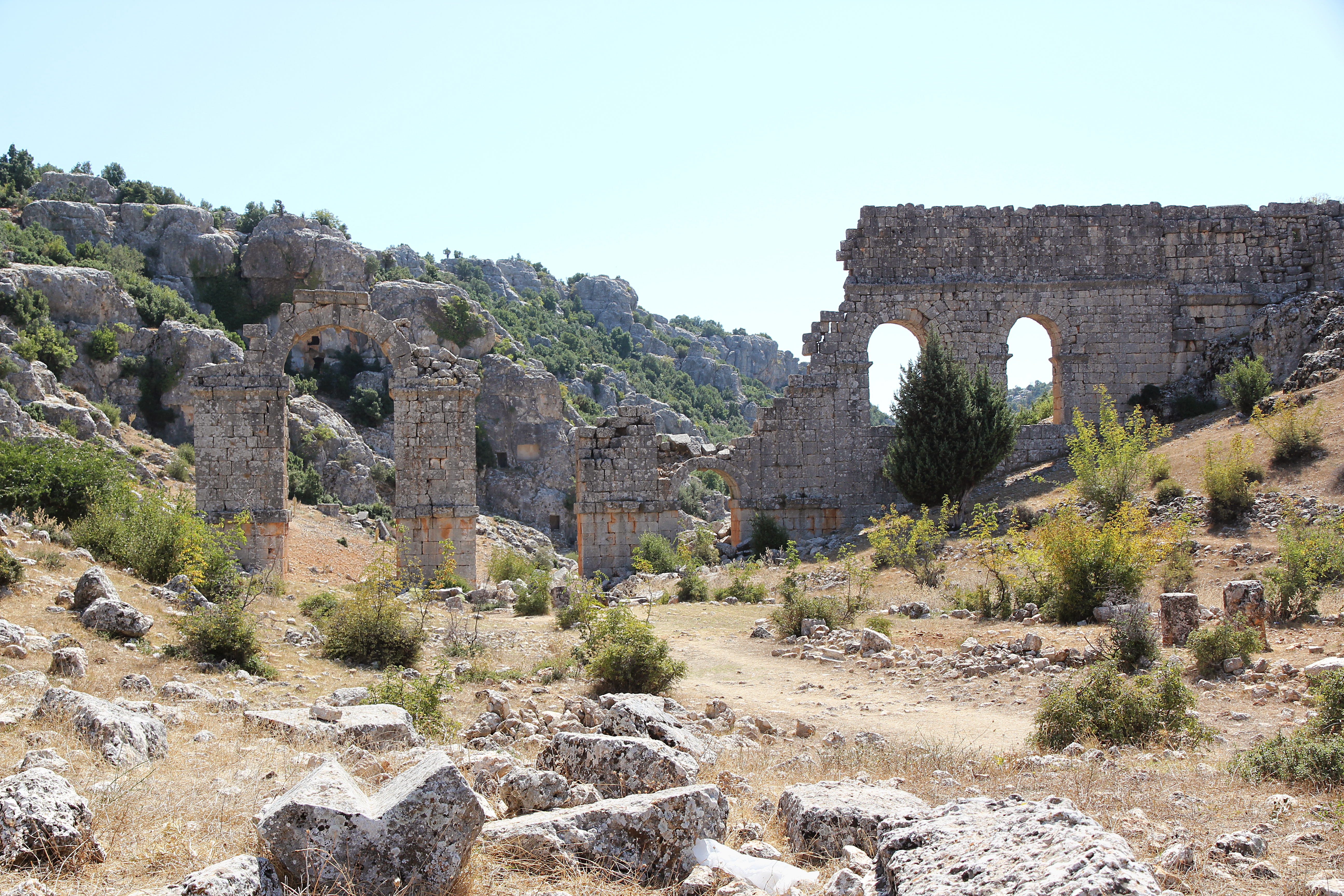
Aquädukt in Olba
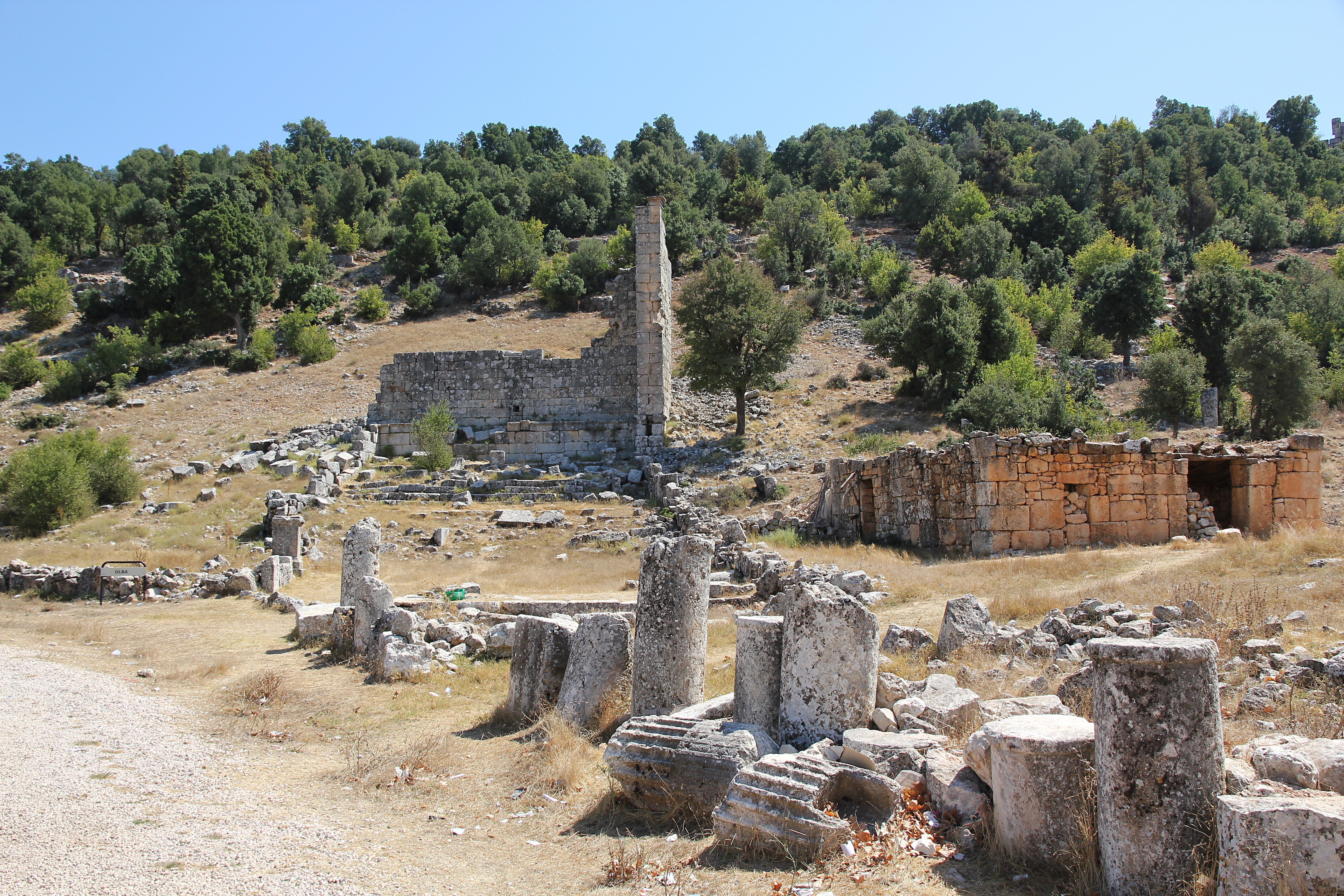
Nymphäum in Olba
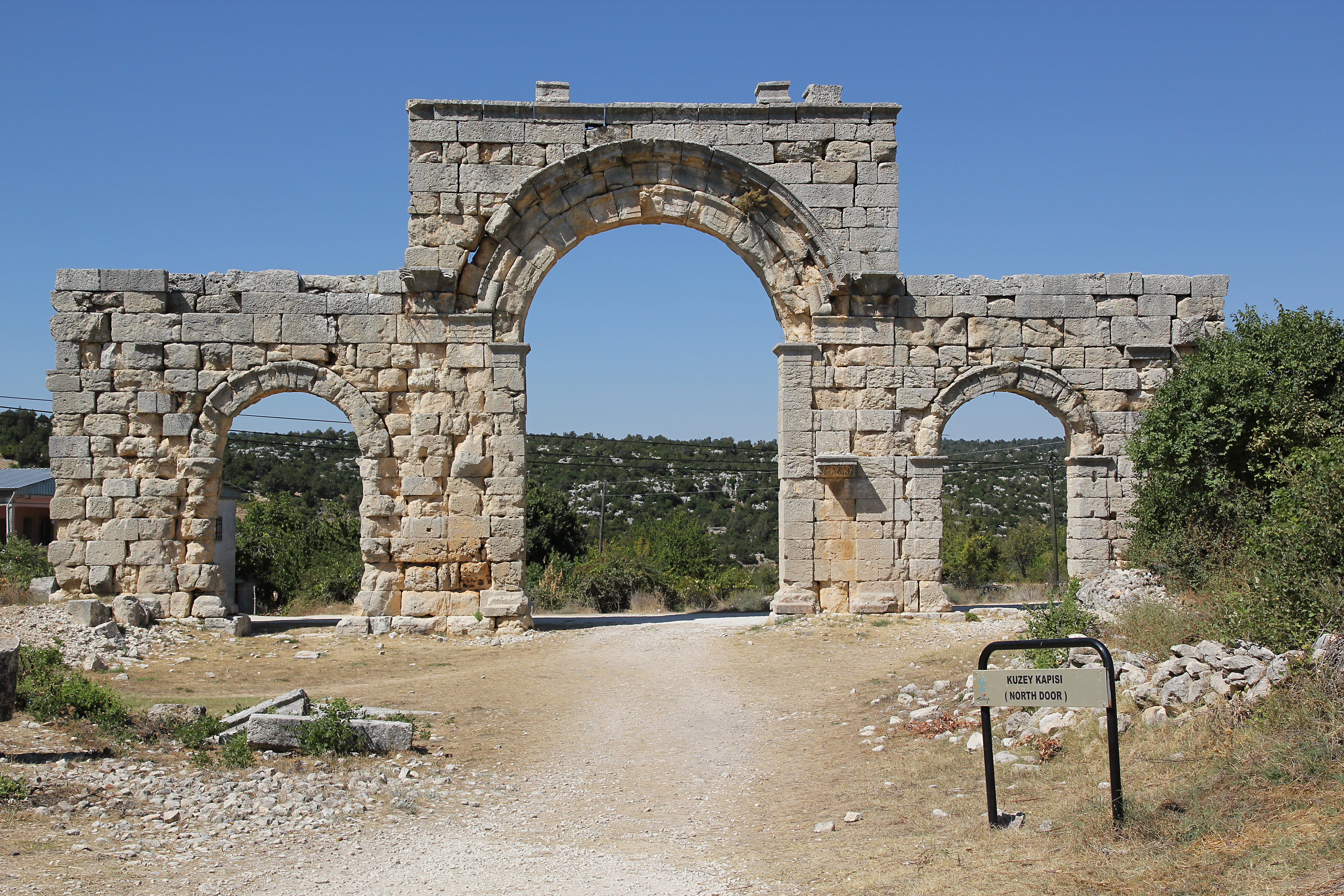
Nordtor von Diokaisareia
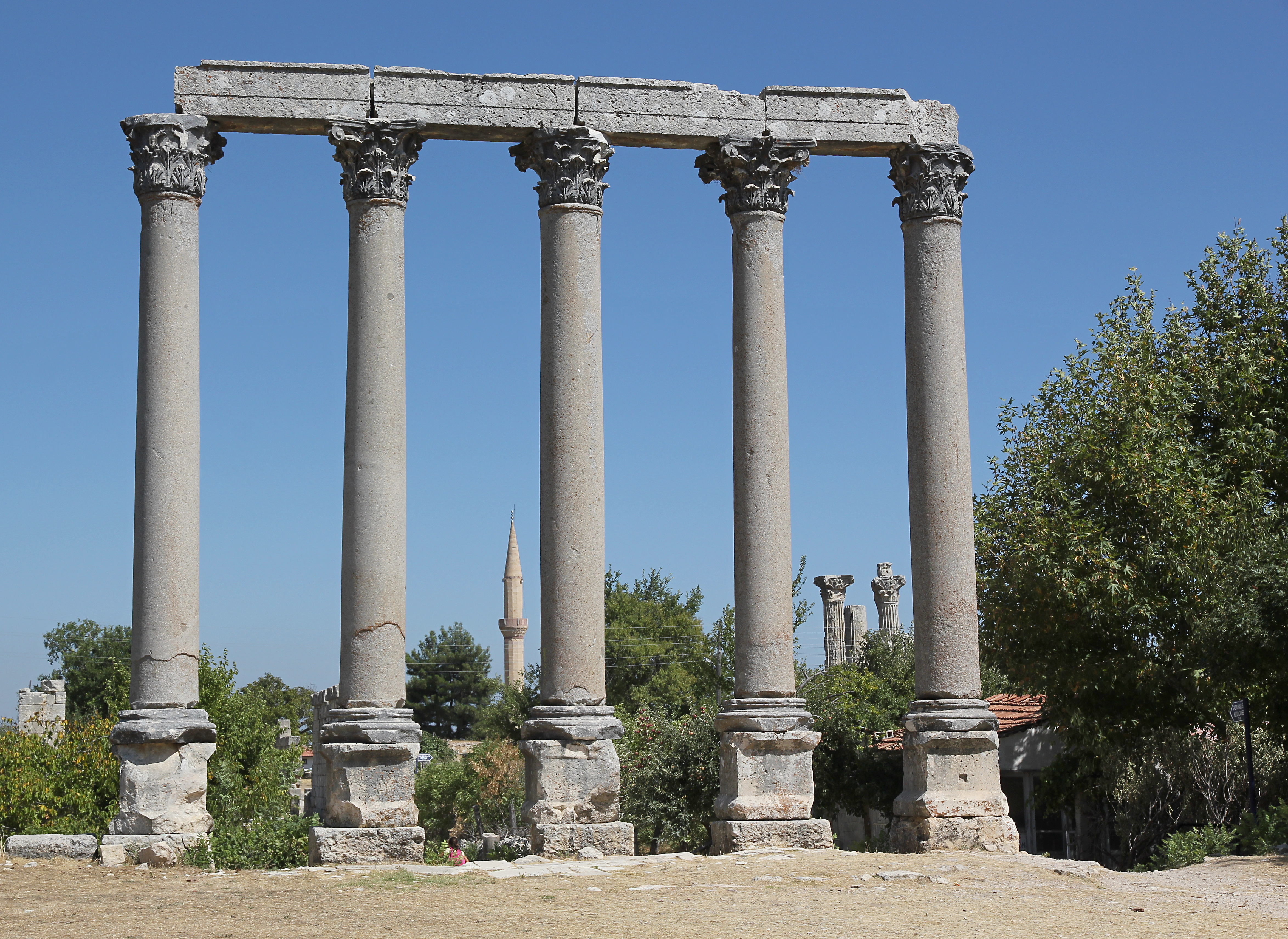
Säulen des Tychetempels in Diokaisareia

## Zeustempel
Das berühmte Heiligtum des Zeus Olbios wurde der Legende nach von dem Hohepriester (archiereus) Aias begründet.  Es liegt ca. 4 km von der Stadt Olba entfernt.

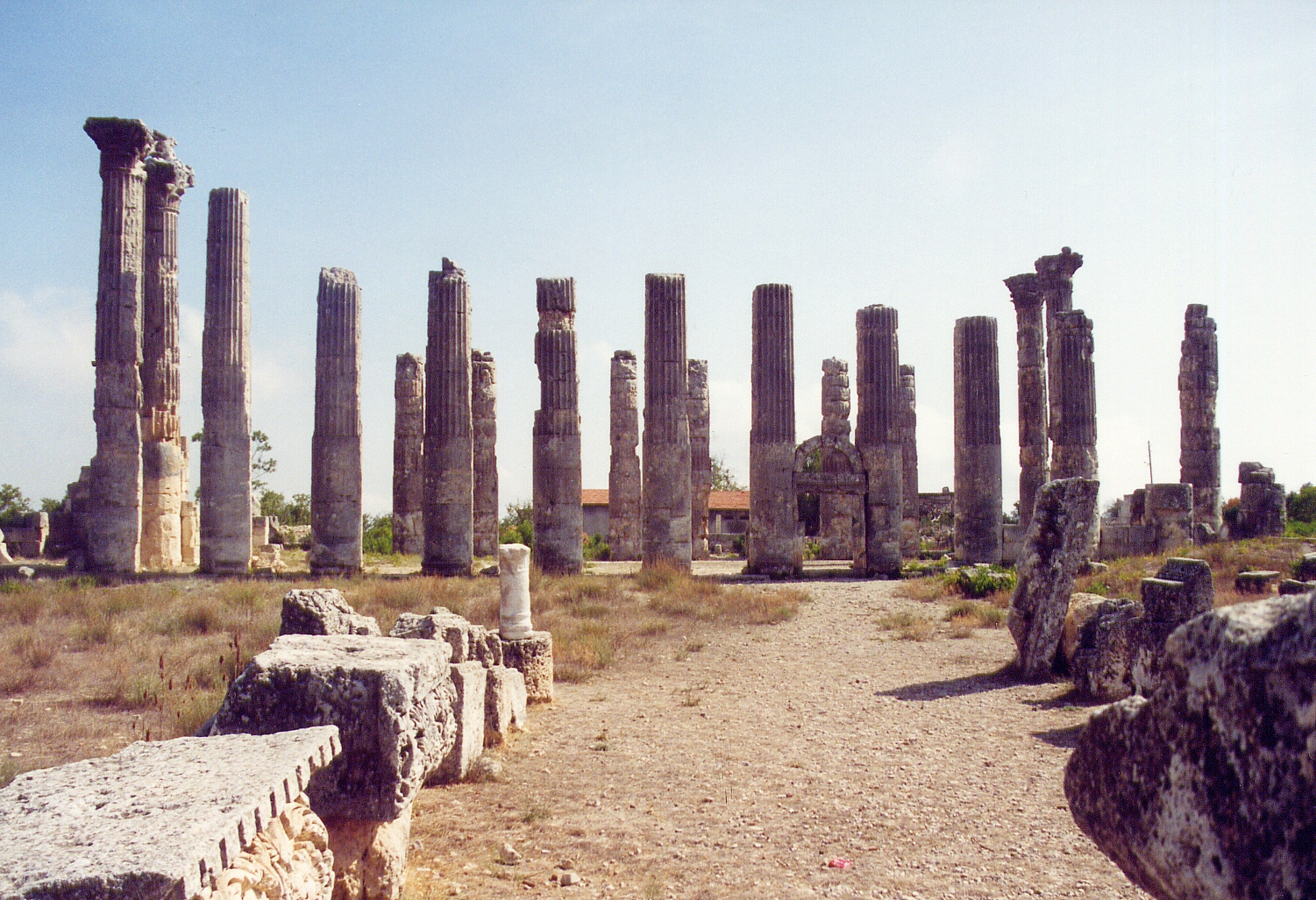
Zeus-Olbios-Tempel

Der Tempel des Zeus von Olba ist ein Ringhallentempel, Peripteros, mit je sechs Säulen an Front und Rückseite und zwölf Säulen an den Langseiten, wobei die Ecksäulen doppelt gezählt werden. Die Grundfläche, auf der die Säulen standen, der Stylobat, misst etwa 21 × 39 Meter. Die Säulen erhoben sich auf plinthenlosen attischen Basen. Die Säulenschäfte mit ihren 24 Kanneluren waren im unteren Drittel nur facettiert. Die Kannelurenstege waren hierbei als erhabene feine Bänder auf die Facettierung gelegt; die Facetten selbst waren leicht konkav vertieft. Vermutlich als Ergebnis nachlässiger Bearbeitung war die Facettierung nicht an allen Säulen bis in gleiche Höhe ausgeführt.
Die korinthischen Kapitelle der Säulen waren aus drei Werkstücken gearbeitet. Das untere Werkstück umfasste Säulenhals und Blattkränze, die obere Hälfte mit Stängeln, Voluten und Abakus war horizontal zweigeteilt: eine Werktechnik, die am Augustus-Tempel auf Philai im ptolemäischen Kulturkreis zu finden ist. Die beiden Blattkränze der Kapitelle sind aus jeweils acht Blättern gebildet. Die Unterseite der Abakusplatten sind mit einem Zahnschnitt verziert.
Resten von in der Ruine verstreuten Baugliedern zufolge, war das Gebälk dorischer Ordnung. Die Datierung des Tempels ist umstritten und schwankt zwischen dem frühen 3. Jahrhundert v. Chr. und der Mitte des 2. Jahrhunderts v. Chr.
In frühbyzantinischer Zeit (2. Hälfte des 5. Jahrhunderts) wurde in den Tempel eine Kirche eingebaut. Zwischen den Säulen wurden Mauern gezogen, im nördlichen Seitenraum wurde ein kreuzförmiges Taufbecken in den Boden eingelassen.